# Pallacanestro San Miniato
O C.S. Etrusca Pallacanestro San Miniato, conhecido também como Blukart Etrusca San Miniato por motivos de patrocinadores, é um clube de basquetebol baseado em San Miniato, Toscana, Itália que atualmente disputa a Série B, relativa à terceira divisão italiana. Manda seus jogos no Credite Agricole Sport. 

## Histórico de Temporadas
| Temporada | Nível | Liga    | Pos. | J     | PL  | Resultado                  |
| --------- | ----- | ------- | ---- | ----- | --- | -------------------------- |
| 2014-15   | 4     | Serie C | 1º   |       |     | Promovidocampeão           |
| 2015-16   | 3     | Serie B | 8º   | 16-14 | 0-2 | Quartas de finaisPlayoff 1 |
| 2016-17   | 3     | Serie B | 3º   | 19-11 | 1-2 | Quartas de finaisPlayoff 1 |
| 2017-18   | 3     | Serie B | 11º  | 14-6  |     |                            |
| 2018-19   | 3     | Serie B | 5º   | 19-11 | 1-2 | Quartas de finaisPlayoff 1 |
| 2019-20   | 3     | Serie B |      |       |     |                            |

fonte:eurobasket.com